# کیوئورا کیگو
کیوئورا کیگو (انگلیسی: Kiyoura Keigo؛ زاده ۱۴ فوریهٔ ۱۸۵۰ درگذشته ۵ نوامبر ۱۹۴۲) یک سیاست‌مدار اهل ژاپن بود.